# Akkajaure (vattenmagasin)
Akkajaure (alternativ stavning Áhkájávrre) är ett vattenmagasin i Lappland i Stora Lule älv nordväst om Stora Lulevatten. Magasinet däms av Suorvadammen. Akkajaures yta varierar mellan 94 och 260 km² och vattennivån mellan 423 och 453 meter över havet.

## Området före dämningen

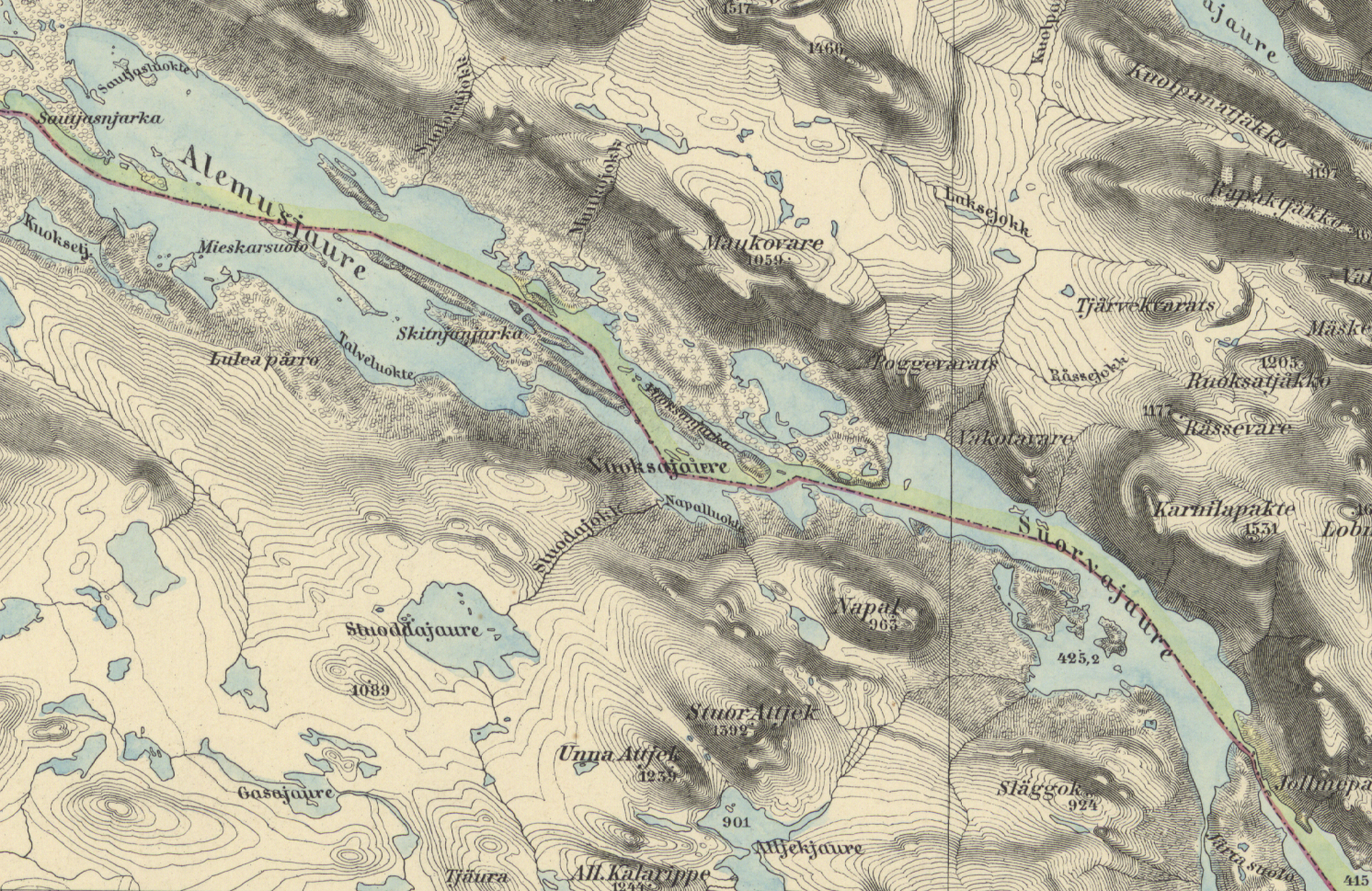
Den nedre delen av den nu överdämda dalgången, som den såg ut 1888, innan Akkajaure dämdes. Utsnitt ur generalstabskartan.
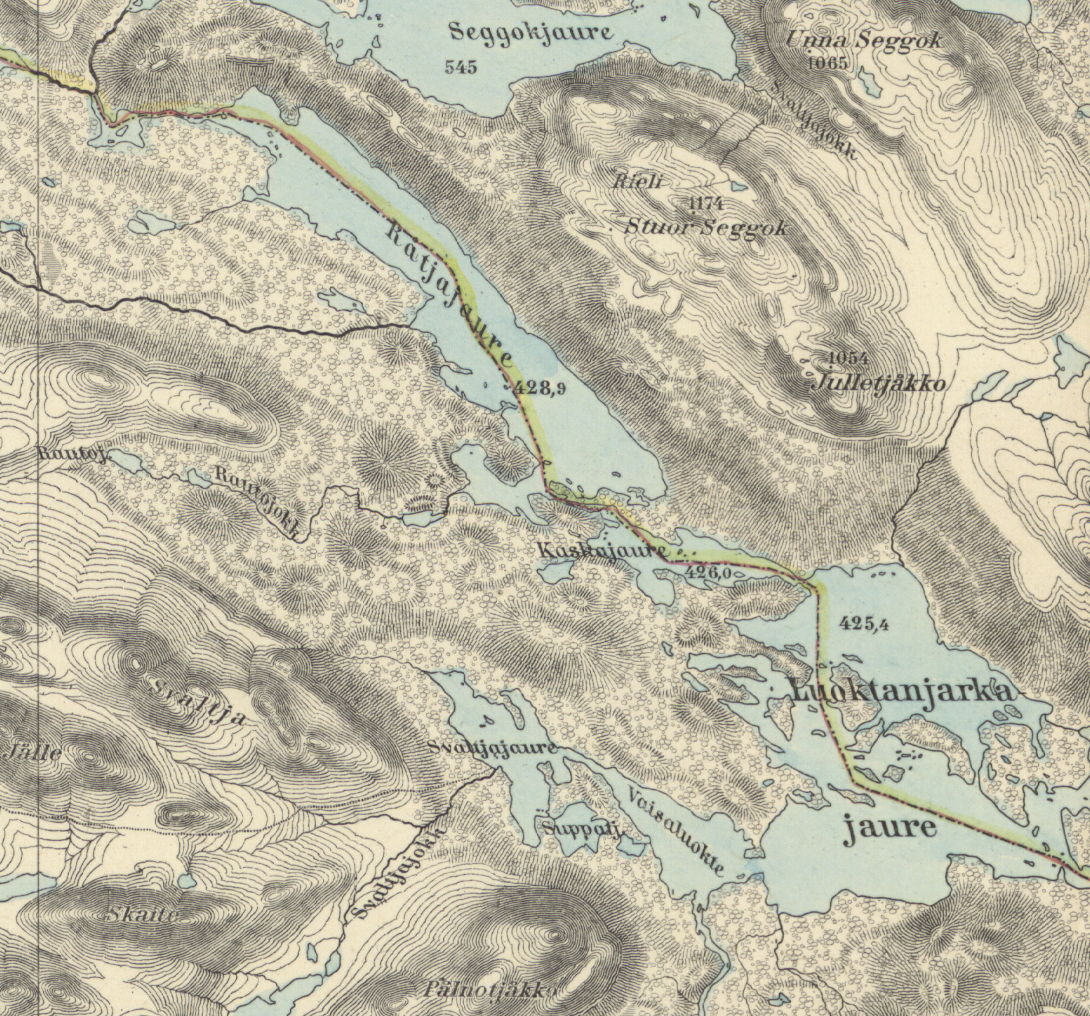
Den övre delen av den nu överdämda dalgången, som den såg ut 1888, innan Akkajaure bildades.

Suorvadammen placerades vid Lilla Sjöfallet. Där ovanför fanns en geologiskt och botaniskt märklig älvdal med en labyrint av land och vatten och ett rikt samiskt kulturlandskap. Genom uppdämningen lades sjöarna Suorvajaure, Vuoksajaure, Alemusjaure, Luoktanjarkajaure, Vaisaluokte, Sjvaltjajaure, Kaskejaure och Ruotjajaure, ett antal mindre sjöar, mellanliggande landtungor och näs, öar och holmar samt vidsträckta strandområden under vatten. Före uppdämningen gjordes 1922 en kulturhistorisk inventering, där Gustaf Hallström svarade för de arkeologiska undersökningarna, nomadskoleinspektören Axel Calleberg dokumenterade det samiska ortnamnsbeståndet och kyrkoherden Otto Lindgren upptecknade sagor och traditioner om platser som skulle komma att dämmas över. Under 1939–1940, när uppdämningen redan påbörjats, genomförde sedan Ernst Manker en grundlig dokumentation av kåtaplatser och andra fyndplatser inom området.

## Samebyar
Området kring Akkajaure är Sirges samebys västligaste kärnområde under sommarhalvåret. Det används som sommar-, höst- och vårbete för ren. Området är ett intensivt kalvnings- och brunstområde samt kalvmärkningsland under sommaren. Ett stort antal fasta
renskötselanläggningar finns inom området som arbetshagar för kalvmärkning och slakt, renvaktarstugor samt samevisten.
Norr om Akkajaure finns samebyn Unna tjerusj, som förlorade viktiga kalvningsland vid uppdämningen.

## Omgivningar
Söder om Akkajaure ligger fjället Akka.

## Delavrinningsområde
Akkajaure ingår i delavrinningsområde (750815-157670) som SMHI kallar för Utloppet av Akkajaure. Medelhöjden är 604 meter över havet och ytan är 560,03 kvadratkilometer. Räknas de 216 avrinningsområdena uppströms in blir den ackumulerade arean 4 663,2 kvadratkilometer. Avrinningsområdets utflöde Luleälven (Stora Luleälven) mynnar i havet. Avrinningsområdet består mestadels av skog (26 %) och kalfjäll (27 %). Avrinningsområdet har 260,2 kvadratkilometer vattenytor vilket ger det en sjöprocent på 46,4 %. Delavrinningsområdet täcks till 0,61 procent av glaciärer, med en yta av 3,4075 kvadratkilometer.

## Galleri

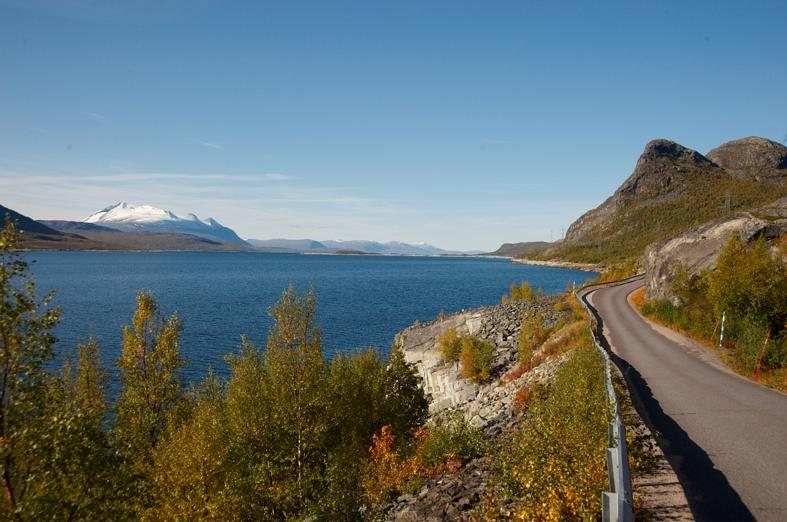
Vy över Akkajaure och Akka från vägen som går till Ritsem.
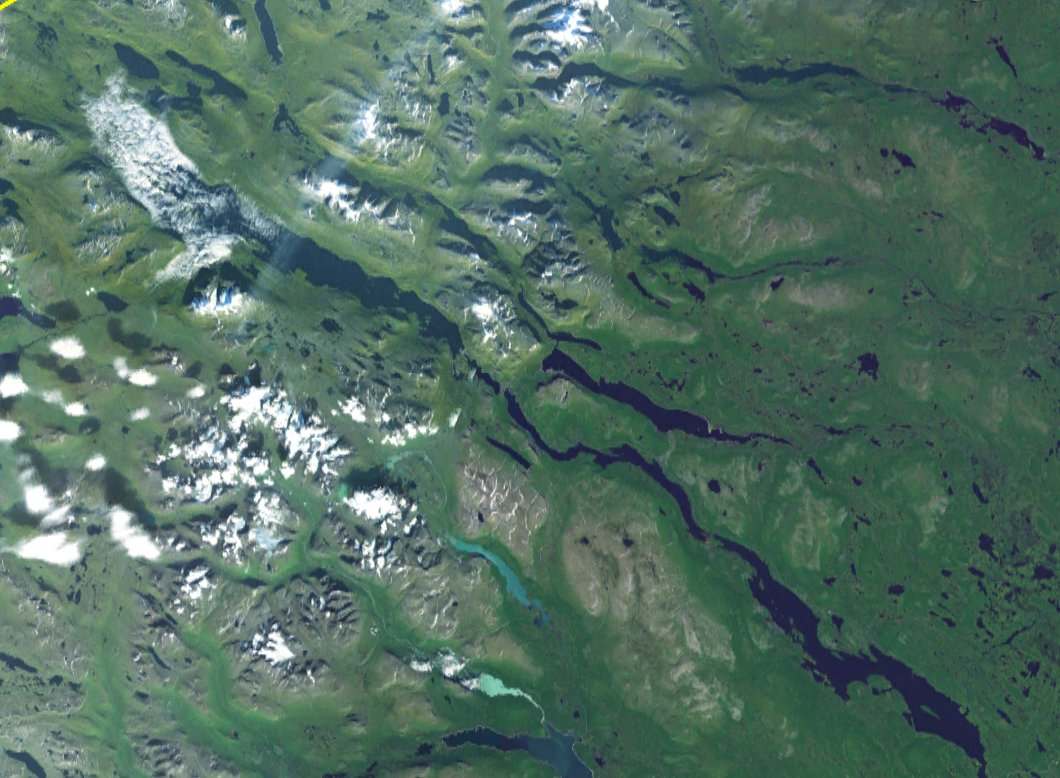
Satellitfoto över Akkajaure.

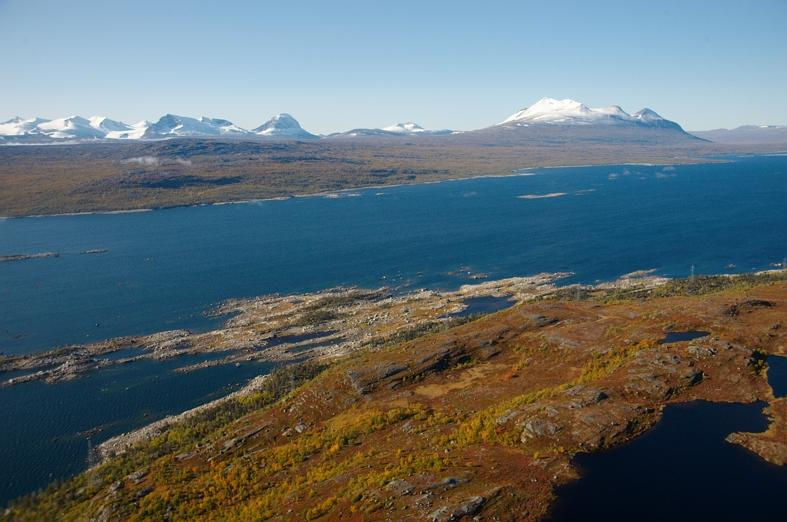
Flygfoto över Akkajaure från 2008.